# Fidel Herráez Vegas
Fidel Herráez Vegas (Avila, 28 luglio 1944) è un arcivescovo cattolico spagnolo, dal 6 ottobre 2020 arcivescovo emerito di Burgos.

## Biografia
Fidel Herráez Vegas è nato ad Avila il 28 luglio 1944.

### Formazione e ministero sacerdotale
Nel 1956 è entrato nel seminario conciliare di Madrid.
Il 19 maggio 1968 è stato ordinato presbitero. In seguito è stato formatore e segretario nel seminario minore di Madrid e insegnante di letteratura, latino, francese e inglese nel Collegio dell'Immacolata e San Damaso fino al 1972 quando è stato inviato a Roma per studiare teologia morale. Nel 1974 ha conseguito la licenza e nel 1978 il dottorato presso l'Accademia alfonsiana con una tesi intitolata La opción fundamental. Estudio de una realidad constitutiva de la existencia cristiana (L'opzione fondamentale. Studio di una realtà costitutiva dell'esistenza cristiana). Tornato in patria è stato professore di teologia morale fondamentale presso l'Istituto superiore di scienze religiose e catechistiche "San Damaso" di Madrid dal 1977 al 1995; direttore della Formazione permanente delle Confraternite del lavoro a Madrid e del consiglio dei giovani dal 1977 al 1995; cappellano dell'Istituto della Beata Vergine Maria dal 1977 al 1996; delegato diocesano per l'insegnamento dal 1979 al 1996; membro consultivo della commissione episcopale per la didattica dal 1979 al 1995; segretario tecnico della diocesi per le relazioni con la comunità autonoma nei settori dell'educazione religiosa dal 1983 al 1995; presidente del consiglio diocesano per l'educazione cattolica dal 1986 al 1995; rappresentante dei delegati di insegnamento diocesano nel Consiglio generale dell'educazione cattolica dal 1986 al 1995; presidente del Forum europeo per l'educazione religiosa delle scuole dal 1992 al 1997; professore di teologia morale fondamentale presso la Facoltà di Teologia "San Damaso" di Madrid dal 1993 al 1996 e vicario generale dal 1995 al 2015.

### Ministero episcopale
Il 14 maggio 1996 papa Giovanni Paolo II lo ha nominato vescovo ausiliare di Madrid e titolare di Cedie. Ha ricevuto l'ordinazione episcopale il 29 giugno successivo nella cattedrale dell'Almudena a Madrid dall'arcivescovo metropolita di Madrid Antonio María Rouco Varela, co-consacranti il cardinale Ángel Suquía Goicoechea, arcivescovo emerito della stessa arcidiocesi, e l'arcivescovo Lajos Kada, nunzio apostolico in Spagna e Andorra.
Nel febbraio del 2014 ha compiuto la visita ad limina.
Il 30 ottobre 2015 papa Francesco lo ha nominato arcivescovo metropolita di Burgos. Ha preso possesso dell'arcidiocesi il 28 novembre successivo.
In seno alla Conferenza episcopale spagnola è membro della commissione per l'istruzione e la cultura e della commissione permanente in rappresentanza della provincia ecclesiastica di Burgos dal marzo del 2020. In precedenza è stato membro della commissione per l'insegnamento e la catechesi dal 1996.
Dal 2012 al 2016 è stato consigliere nazionale dell'Associazione cattolica dei propagandisti (ACdP).
Il 6 ottobre 2020 papa Francesco ha accolto la sua rinuncia al governo pastorale dell'arcidiocesi di Burgos per raggiunti limiti d'età.
È autore di numerose pubblicazioni sulla teologia morale fondamentale.

## Genealogia episcopale e successione apostolica
La genealogia episcopale è:
- Cardinale Scipione Rebiba
- Cardinale Giulio Antonio Santori
- Cardinale Girolamo Bernerio, O.P.
- Arcivescovo Galeazzo Sanvitale
- Cardinale Ludovico Ludovisi
- Cardinale Luigi Caetani
- Cardinale Ulderico Carpegna
- Cardinale Paluzzo Paluzzi Altieri degli Albertoni
- Papa Benedetto XIII
- Papa Benedetto XIV
- Papa Clemente XIII
- Cardinale Marcantonio Colonna
- Cardinale Giacinto Sigismondo Gerdil, B.
- Cardinale Giulio Maria della Somaglia
- Cardinale Carlo Odescalchi, S.I.
- Cardinale Costantino Patrizi Naro
- Cardinale Serafino Vannutelli
- Cardinale Domenico Serafini, Cong.Subl. O.S.B.
- Cardinale Pietro Fumasoni Biondi
- Cardinale Antonio Riberi
- Cardinale Ángel Suquía Goicoechea
- Cardinale Antonio María Rouco Varela
- Arcivescovo Fidel Herráez Vegas

La successione apostolica è:
- Vescovo Abilio Martínez Varea (2017)